# Montes Pentadáctilos

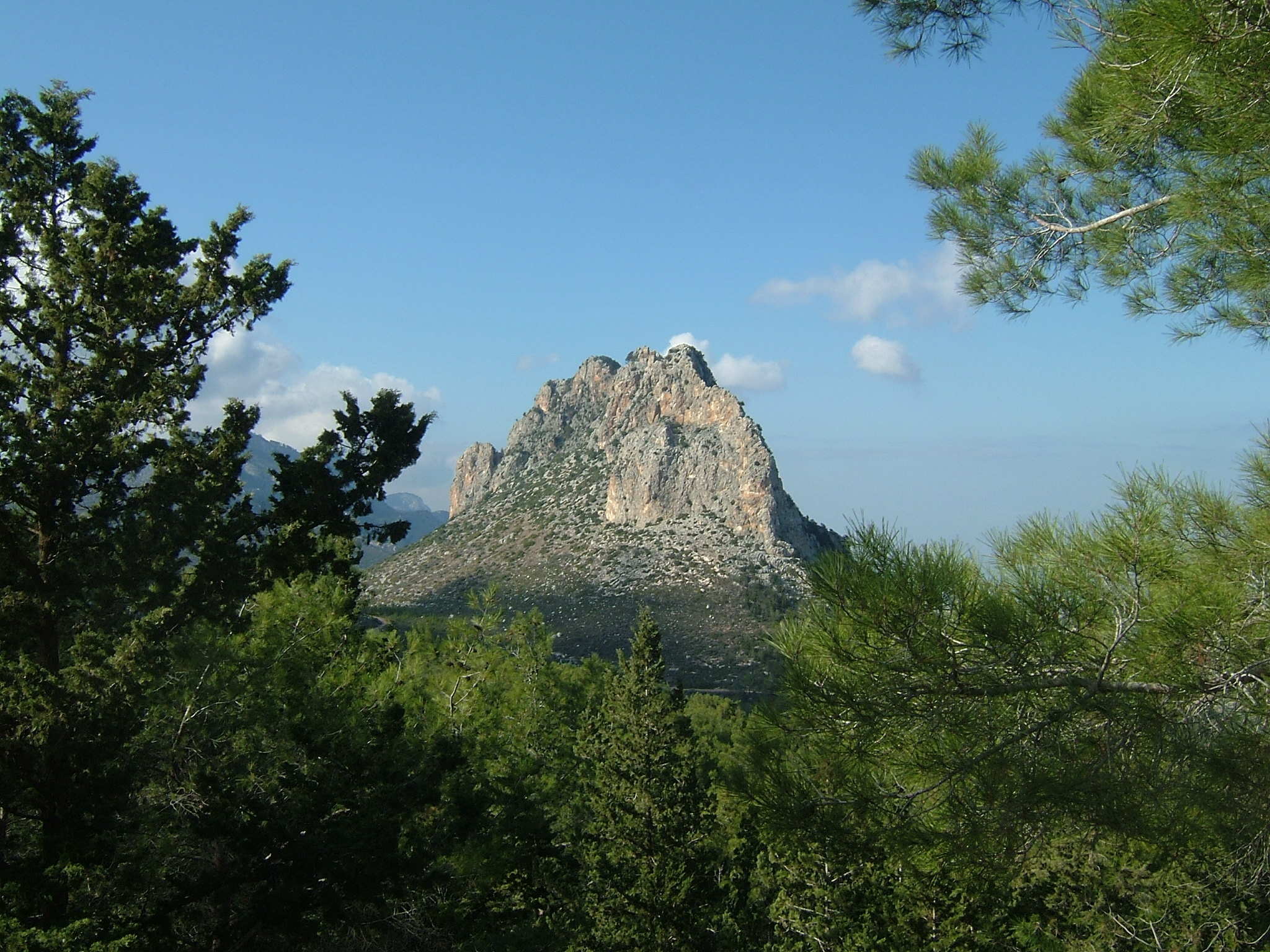
Pentadáctilos

Os Montes Pentadáctilos  (em grego: Πενταδάκτυλος, que significa "cinco dedos"; em turco: Beşparmak Dağları, com o mesmo significado) são a parte ocidental da cordilheira do centro-norte de Chipre com cerca de 160 km de comprimento (no território ocupado pela República Turca do Chipre do Norte) denominada montes Cirénia. A montanha mais alta, chamada Kyparissovouno (grego) ou Selvili Tepe (turco), atinge 1 024 m de altitude. A metade ocidental da cordilheira é conhecida pela montanha dos "cinco dedos". Por vezes os nomes Pentadáctilos/Beşparmaklar são sinónimos de toda a cordilheira dos montes Cirénia, e por vezes apenas a parte ocidental.
Estas montanhas desempenham um importante papel na cultura do Chipre. Há nelas muitos castelos e mosteiros, incluindo o famoso castelo de Santo Hilarião.